# Dewi Yuliawati
Dewi Yuliawati (Tangarão, 2 de junho de 1997) é uma remadora indonésia.

## Carreira
Yuliawati competiu nas Olimpíadas de 2016, no Rio de Janeiro, e finalizou no 29º lugar geral na prova do skiff simples.